# Organismo Regional de Ordenación Pesquera (OROP)
Un organismo regional de ordenación pesquera (OROP) es un tipo de organización internacional que está dedicado a la gestión sustentable de recursos pesqueros en una región específica de las aguas internacionales, o para la gestión de especies altamente migratorias.
Las OROP pueden enfocarse en cierto tipo de pez (por ejemplo, la Comisión para la Conservación del Atún Azul del Sur), o tener un ámbito más amplio, relativo a los recursos marinos en general, dentro de una región (por ejemplo, la Convención para la Conservación de los Recursos Vivos Marinos Antárticos). Esta amplia diversidad de mandatos y áreas de aplicación, así como la efectiva implementación de las regulaciones, hacen de las OROP un instrumento útil para combatir la pesca ilegal, no declarada y no regulada.
La Organización de las Naciones Unidas para la Alimentación considera que las OROP desempeñan un papel importante tanto al fomentar la concienciación de los instrumentos internacionales entre sus partes contratantes, como también al asegurar que sus medidas de conservación y ordenación apoyan y complementan las medidas de conservación y ordenación internacionales.

## Actividades típicas desarrolladas por los Organismos regionales de ordenación pesquera
Las OROP típicamente realizan medidas de conservación y ordenación, formación complementaria para las partes contratantes y la elaboración de mecanismos de intercambio de información que complementen estas iniciativas a nivel global.
Las OROP elaboran listas de buques de pesca no declarada y no reglamentada (INDR), y acuerdan entre sus integrantes las medidas de conservación y ordenación que puede adoptar el Estado rector del puerto cercano, así como las responsabilidades del Estado del pabellón.
Otras actividades relevantes en su área de influencia incluyen:
- Levantar sistemas regionales de documentación de las capturas y certificación de las capturas.
- Establecer mecanismos de intercambio de información y seguimiento y cumplimiento.
- Adoptar entre sus países miembros medidas de conservación y ordenación de carácter vinculante.
- Formar grupos de trabajo regionales, grupos de acción y acuerdos para debatir acerca de los retos emergentes.
- Combatir la pesca no declarada y no reglamentada (INDNR).

Estos mecanismos pueden efectuarse a través de acuerdos regionales o mediante acuerdos voluntarios, y a menudo funcionan con el apoyo de organizaciones no gubernamentales, y pueden contar con la participación de una o más OROP u órganos regionales de pesca.

## Lista de organismos regionales de ordenación pesquera
Lista de OROP clasificadas por océanos o áreas geográficas de acción, en orden alfabético por sus siglas en inglés.

### Organismos globales o trans oceánicos
- ACAP: Acuerdo sobre la Conservación de Albatros y Petreles.[2]
- CCAMLR: Comisión para la Conservación de los Recursos Vivos Marinos Antárticos.[3]
- CCSBT: Comisión para la Conservación del Atún Azul del Sur.[4]
- IWC: Comisión Ballenera Internacional.[5]
- OSPESCA: Organización del Sector Pesquero y Acuícola del Istmo Centroamericano.[6]

### Organismos del Océano Pacífico
- APFIC: Comisión pesquera del Asia-Pacífico.[7]
- CCBPS: Convención sobre la Conservación y Gestión del Recurso Pollock del Mar de Bering Central.[8]
- FFA: Foro de Agencias Pesqueras de las Islas del Pacífico.[9]
- IATTC: Comisión Interamericana del Atún Tropical.[10]
- IPHC: Comisión Internacional del Halibut del Pacífico.[11]
- NPAFC: Comisión del Pacífico Norte sobre el Pez Anadromous.[12]
- NPFC: Comisión Pesquera del Pacífico Norte.[13]
- PICES: Organización de Ciencia del Mar del Pacífico Norte.[14]
- PSC: Comisión del Salmón del Pacífico.[15]
- SEAFDEC: Centro de Desarrollo de la Pesca del Sudeste Asiático.[16]
- SPC: Secretaría de la Comunidad del Pacífico.[17]
- SPRFMO: Organización para la Gestión de la Pesca de la Región del Pacífico Sur.[18]
- WCPFC: Comisión de Pesca del Pacífico Este y Central.[19]

### Organismos del Océano Atlántico
- CECAF: Comité de Pesca del Atlántico Este Central.[20]
- COMHAFAT: Conferencia Ministerial de Cooperación Pesquera de Estados Africanos de la Costa Atlántica.[21]
- COREP: Comisión Regional de Pesca del Golfo de Guinea.[22]
- CRFM: Mecanismo Regional de Pesca del Caribe.[23]
- CRMFM: Comisión Técnica Mixta del Frente Marítimo.[24]
- FCWC: Comité de Pesca del Golfo Central Oeste de Guinea.[25]
- ICES: Consejo Internacional Para la Exploración del Mar.
- ICCAT: Comisión Internacional para la Conservación del Atún del Atlántico.[26]
- JointFish: Comisión Conjunta de Pesca Noruego-Rusa.[27]
- NAFO: Organización de Pesca del Noroeste Atlántico.[28]
- NAMMCO: Comisión de Mamíferos Marinos del Norte Atlántico.[29]
- NASCO: Organización de Conservación del Salmón del Norte Atlántico.[30]
- NEAFC: Comisión de Pesca del Noreste Atlántico.[31]
- SEAFO: Organización de Pesca del Sudeste Atlántico.[32]
- SRFC: Comisión Subregional de Pesca.[33]
- WECAFC (COPACO): Comisión de Pesca del Atlántico Central Oeste.[34]

### Organismos del Océano Índico
- BOBP-IGO: Organización Inter-Gubernamental del Programa de la Bahía de Bengala.[35]
- IOTC: Comisión del Atún del Océano Índico.[36]
- RCOFI: Comisión Regional de Pesca.[37]
- SIOFA: Acuerdo de Pesca del Sur del Océano Índico.[38]
- SWIOFC: Comisión de Pesca del Sur-oeste del Océano Índico.[39]

### Organismos del Mar Mediterráneo y del Mar Negro
- GFCM: Comisión General de Pesca el Mediterráneo.[40]

### Organismos regionales por continentes
- APFIC: Comisión de Pesca del Asia-Pacífico.[7]
- CACFish: Comisión de Pesca y Acuacultura del Asia Central y la Región del Cáucaso.[41]
- CBLT: Comisión de la Base del Lago Chad.[42]
- CIFAA: Comité de Pesca y Acuacultura Mediterránea del África.[43]
- COPPESAALC: Comisión de Pesca y Acuacultura de Pequeña Escala y Artesanal de América Latina y el Caribe.[44]
- EIFAAC: Comisión Asesora de Pesca y Acuacultura de Europa.[45]
- LTA: Autoridad del Lago Tanganica.[46]
- LVFO: Organización de Pesca del Lago Victoria.[47]
- NACA: Red de Centros de Acuacultura de Asia-Pacífico.[48]
- MRC: Comisión del Río Mekong.[49]
- RAA: Red de Acuacultura de las Américas.[50]